# Jan Boeke

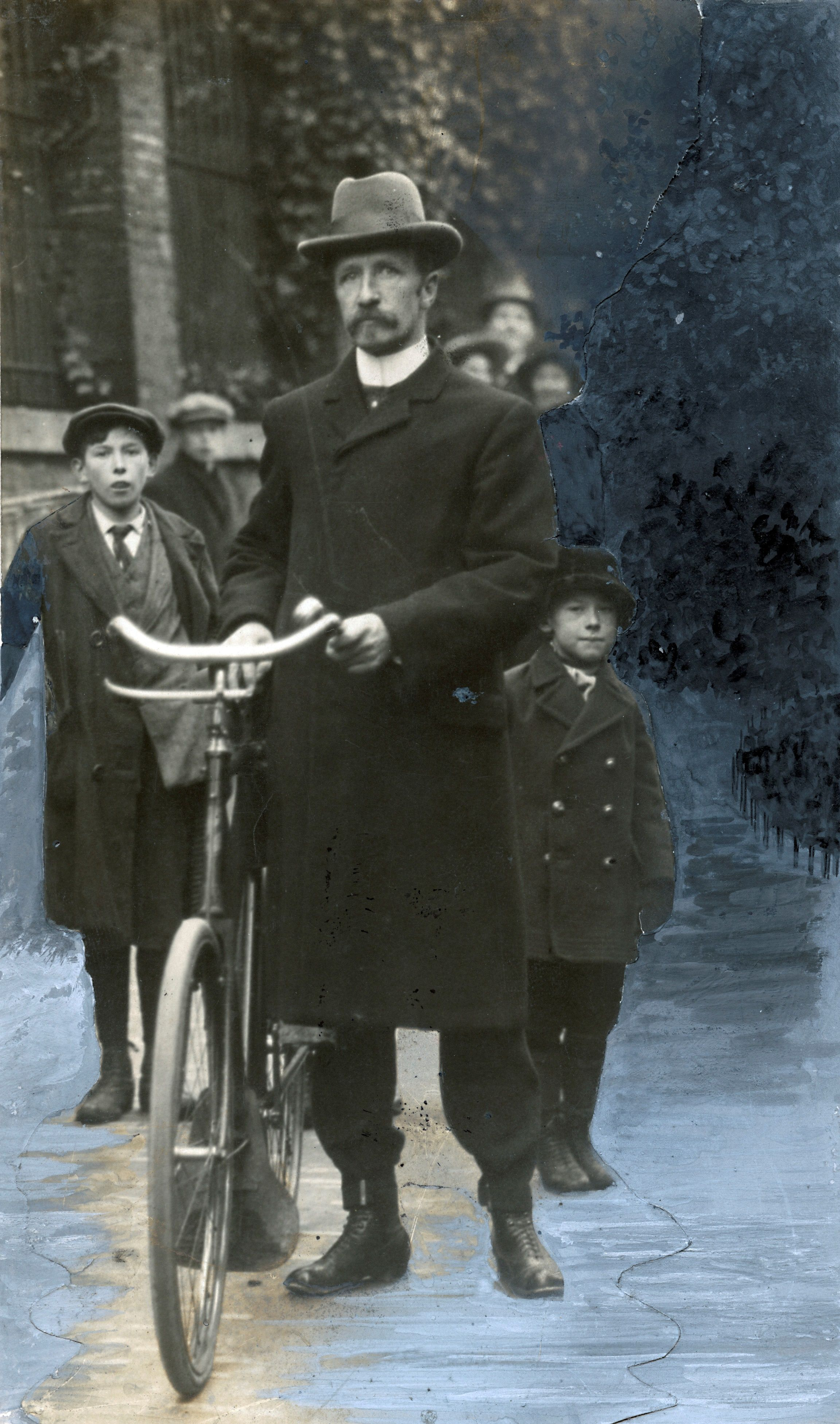
Jan Boeke (1917)

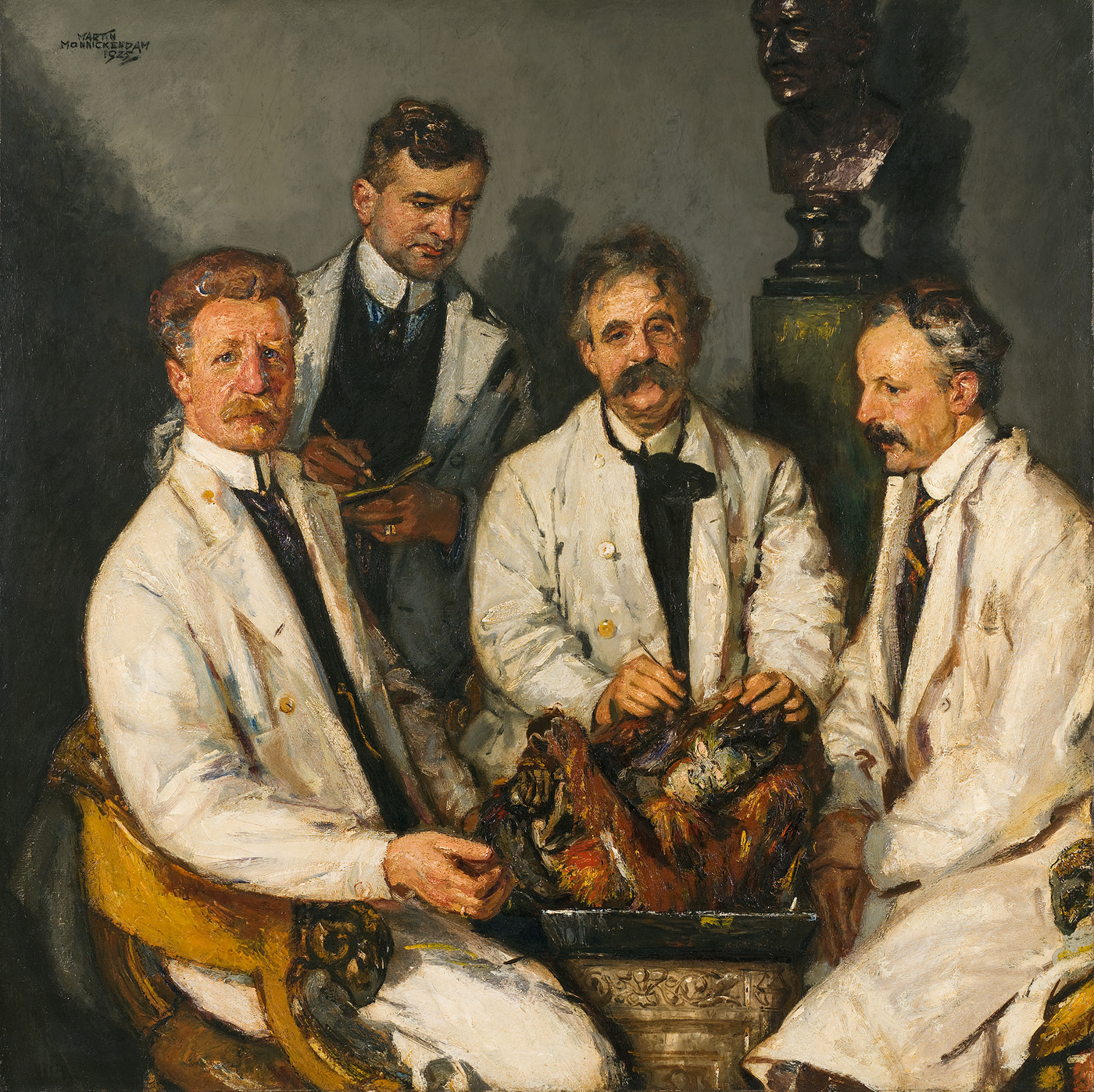
Anatomiestunde, links sitzend Jan Boeke, Mitte Louis Bolk und rechts Arnoldus Johannes Petrus van den Broek. Links steht Johannes Antonius James Barge, Werk (1925) von Martin Monnickendam

Jan Boeke (* 23. Oktober 1874 in Hengelo; † 12. September 1956 in Bandung) war ein niederländischer Anatom.

## Leben
Jan Boeke war ein Sohn des Pfarrers Izaäk Herman Boeke (1846–1913) und dessen Frau Sara Maria van Gelder (1847–1929). Der Ökonom Julius Herman Boeke war sein jüngerer Bruder.
Er besuchte das Gymnasium und die Hogereburgerschool in Utrecht und studierte ab 1893 Medizin an der Universiteit van Amsterdam. Jan Boeke bestand 1900 das Medizinexamen, war anschließend in Amsterdam Assistent beim Botaniker Hugo de Vries und danach beim Physiologen Thomas Place und promovierte 1901 bei Thomas Place mit seiner Dissertation Bijdrage tot de pharmacologie van het hart. Er wirkte ab 1906 als Dozent für gerichtliche Medizin und Histologie und ab 1909 als Professor für Anatomie an der Universität Leiden. Im 1919 wechselte er auf den Lehrstuhl für Embryologie und Histologie an der Universität Utrecht und wurde nach 27 Jahren am 16. September 1946 emeritiert. In der Zeit von 1937 bis 1938 und von 1945 bis 1946 war er Rektor magnificus der Universität Utrecht.
Am 15. Mai 1912 wurde Jan Boeke in die Königlich Niederländische Akademie der Wissenschaften, im Jahr 1926 unter der Präsidentschaft des Geologen Johannes Walther als Mitglied der Sektion Anatomie in die Deutsche Akademie der Naturforscher Leopoldina und am 29. Juni 1950 als Korrespondierenden Mitglied in die Deutsche Akademie der Wissenschaften zu Berlin aufgenommen. 
Die University of Glasgow ernannte ihn 1937 zum Ehrendoktor.
Er war Ritter des Orden vom Niederländischen Löwen. Jan Metzelaar benannte ihm zu Ehren den Neuweltlichen Ährenfisch Melanorhinus boekei Metzelaar, 1919.
Jan Boeke war seit 3. Januar 1906 mit Alberta Cornelia Oortgijsen verheiratet. Das Ehepaar hatte fünf Kinder.

## Schriften (Auswahl)
- Bijdrage tot de pharmacologie van het hart. Dissertation, Amsterdam 1901